# Fizikus

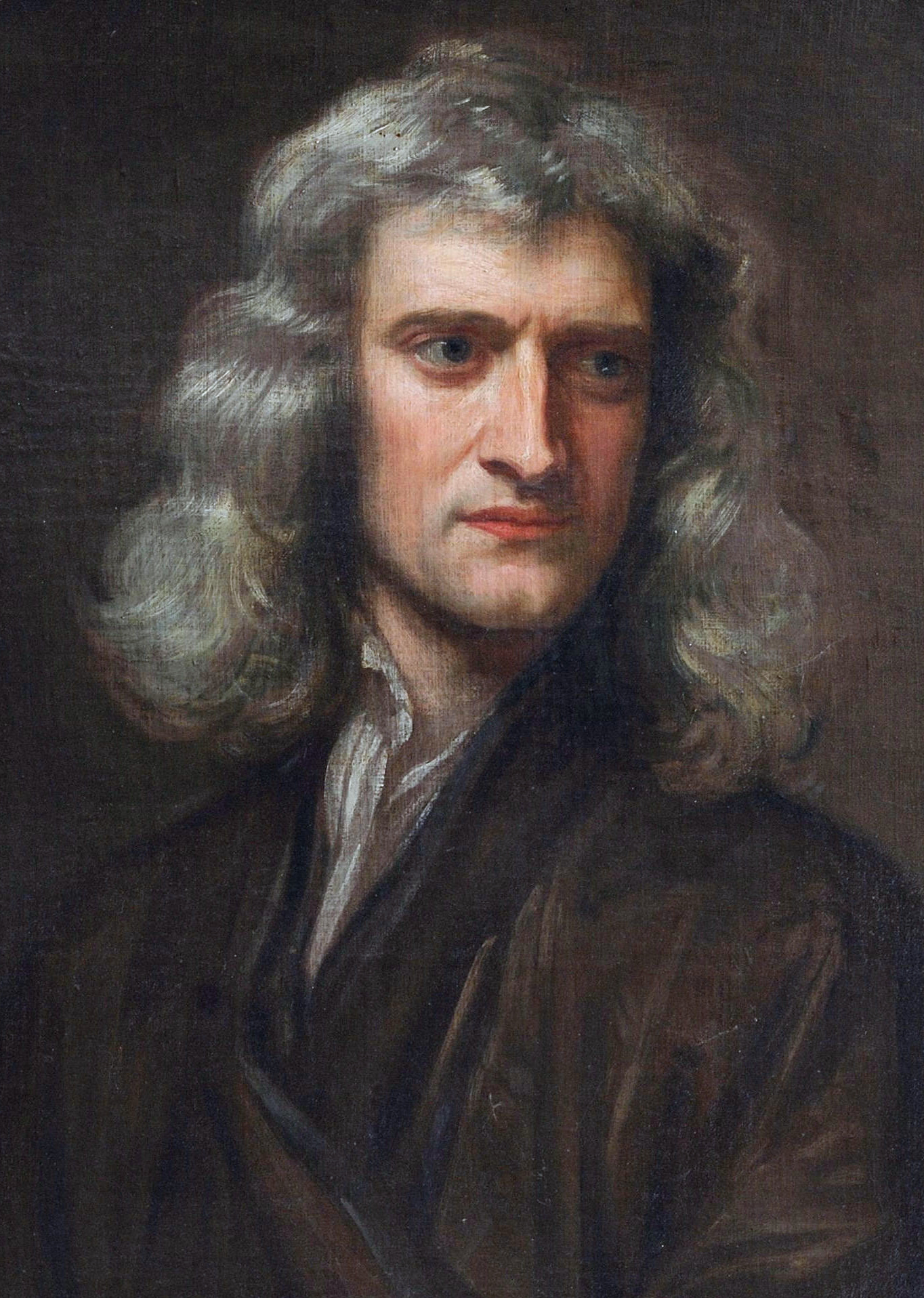
Isaac Newton, az újkori fizika egyik úttörője

A fizikus természettudományi kutató, aki a kutatómunkáját az anyagi világ struktúrájának, viselkedésének, törvényszerűségeinek feltárása céljából elsősorban, de nem kizárólag a fizika tudományágának ismeretei, módszertana és megállapított törvényszerűségei alapján végzi. Attól függően, hogy elsősorban milyen kutatási témában dolgozik, illetve milyen módszertant használ, megkülönböztethetünk elméleti fizikust, kísérleti fizikust, illetve alkalmazott fizikust. Noha sok esetben ez a kategorizálás a konkrét kutatók esetében nem is lehetséges, mégis érdemes a három kategóriáról külön-külön szót ejteni.
Az elméleti fizikusok általában alapkutatási feladatokkal foglalkoznak, olyan problémákon dolgoznak, mint pl. az idő, a gravitáció vagy a maghasadás témakörei, és az emberiség olyan nagy kérdéseire keresnek választ, mint a világegyetem keletkezése, korai fejlődése. A fizikai törvényszerűségek matematikai elemzése, ezen eredmények fizikai szempontú interpretációja és a következtetések levonása a feladatuk. A kísérleti fizikusok feladata a megállapított vagy feltételezett fizikai törvényszerűségek konkrét megvalósulásának modellezése fizikai kísérletek megtervezése, elvégzése, az eredmények kiértékelése és interpretációja által. A kísérletek irányulhatnak valamely feltételezés bizonyítására vagy cáfolatára, vagy pedig valamilyen konkrét cél, folyamat, effektus elérésére, jelenség előidézésére, megvalósítására, ezen jelenségek laboratóriumi körülmények között történő megfigyelésére, leírására, vagy későbbi hasznosítási célú technikai megoldás kidolgozására. Az alkalmazott fizikusok az elméleti eredményeket arra használják fel, hogy kutatási és vizsgálati berendezések kifejlesztésével új utakat találjanak a technika, a társadalom műszaki problémáira, megoldásokat dolgozzanak ki a mérnöki tudományok általi felhasználásra, így különösen az atomenergia, az elektronika, az optika, az anyagtudomány, a kommunikáció, az űrhajózás vagy az egészségügy számára. Az interdiszciplináris fizikát művelő kutatók, pl. a biofizikusok, fizikusmérnökök a fizika és más társtudományok határterületein mozogva, két vagy több tudományterület ismereteit ötvözve végzik feladatukat, gyakran elsősorban kísérleti vagy alkalmazott fizikusként.
Az elméleti és kísérleti fizikusokat általában egyetemek és kutatóintézetek foglalkoztatják, míg az alkalmazott fizikusokat kutatásban, fejlesztésben érdekelt cégek, vállalatok alkalmazzák, természetesen mindkét esetben előfordulnak átmenetek.

## Pálya

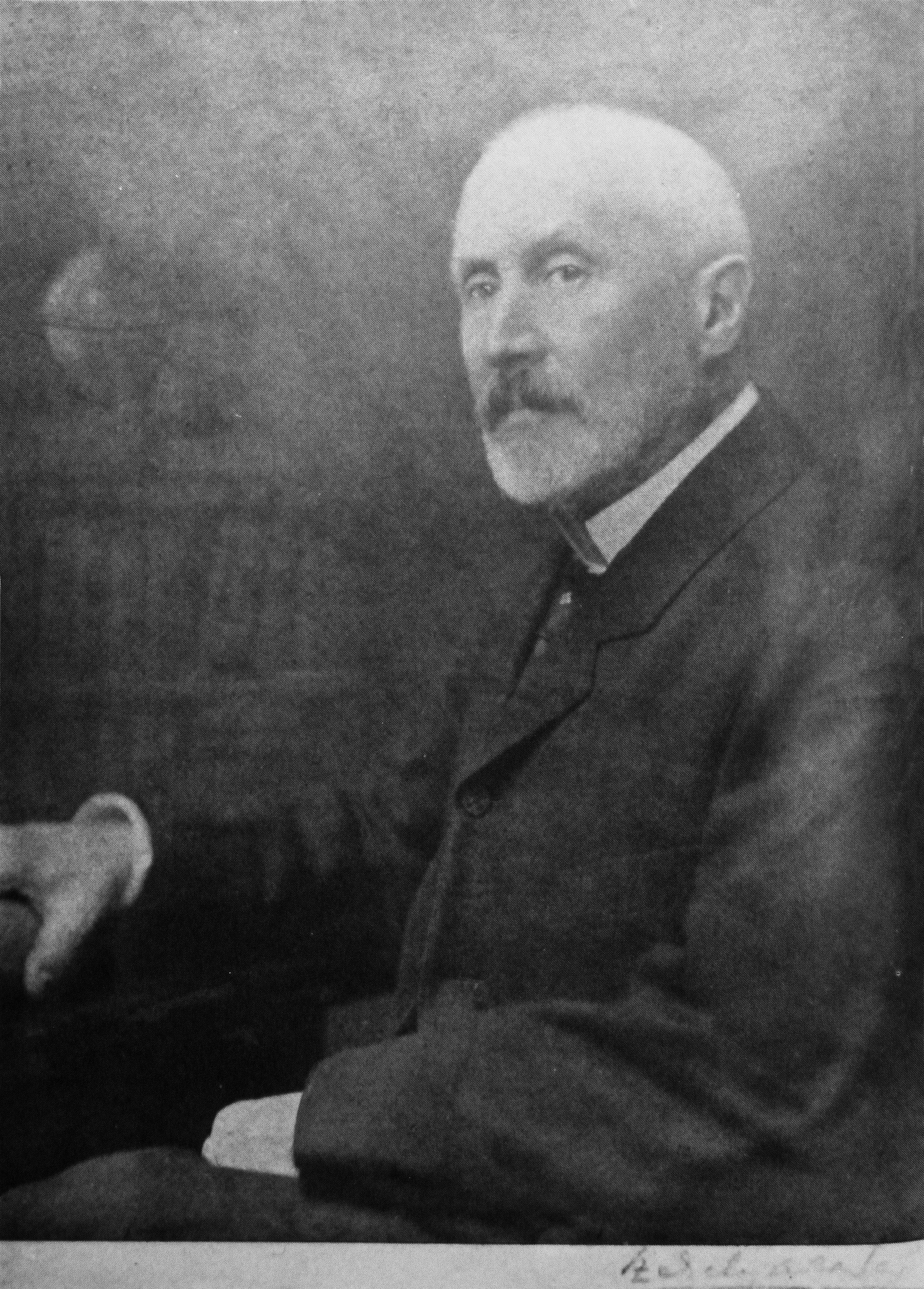
Eötvös Loránd az egyik legismertebb magyar fizikus

A fizikusi pálya bizonyos mértékű – egyes kutatási irányoknál pedig kifejezetten erős – matematikai és absztrakciós készséget igényel. Az absztrakciós készség mellett szükség van az eredmények dokumentálásának képességére, egyfajta pontosság, szakmai szigor alkalmazása feltétlenül szükséges az eredmények eléréséhez és közzétételéhez. A kísérleti és alkalmazott fizikusok esetén gyakorlatiasság, a mérőműszerek magas szintű ismerete, kreatív alkalmazása is szükséges. Mint minden természettudományi kutató esetén, az eredményeknek a szakma szabályai szerinti közzététele a fizikus feladatai közé tartozik (kivéve a titkos kutatások esetét). Mivel a fizikusok különféle készségei is nagyon változóak lehetnek, továbbá a feladatok igen szerteágazóak szakterület, illetve az elméleti és gyakorlati megvalósítás szempontjából, manapság a fizikusok leginkább csapatmunkában, sőt nemzetközi csapatmunkában dolgoznak, eredményeiket kutatócsoportban érik el. Az igazán bonyolult, nagy erőforrás-igényű kísérleteknél nem ritka, hogy több száz szakember (fizikus, mérnök, más kutató) dolgozik együtt egy-egy bonyolult probléma megoldásán, ilyenek például a CERN-ben folyó kutatások.

## Feladatai
- matematikai elméletek alkalmazásával és számítógépek felhasználásával fizikai jelenségek leírására alkalmas hipotézisek alkotása
- az elméleti modellek kísérletekkel történő ellenőrzése a mechanika, a termodinamika, az optika, az akusztika, az elektromosság, a mágnesség, az elektronika, a magfizika stb. területén
- a természetes körülmények között megfigyelt és kísérletekben megismételt természeti jelenségek elemzése, rendszerezése
- az eredmények alkalmazása a biológia, a kémia, a mérnöki és egyéb tudományok területén
- tudományos közlemények készítése

## Társadalmi megítélés

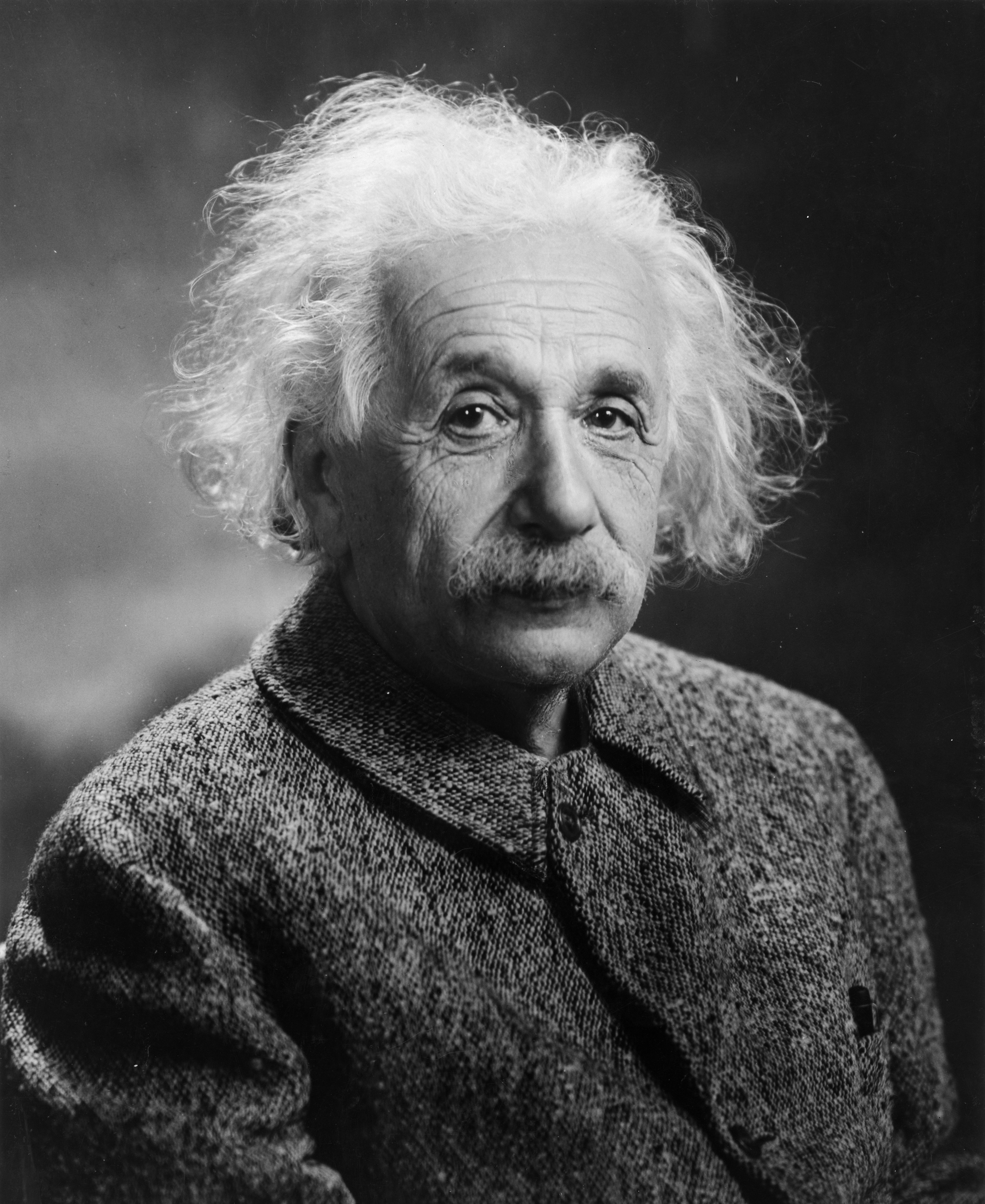
Albert Einstein, a relativitáselmélet kidolgozója

A fizikusok társadalmi megítélése a történelem során sokat változott. Eleinte a fizika tudománya nem vált külön az egységesnek tekintett tudománytól, majd később a természettudományos tevékenységen belülre sorolták a fizikával kapcsolatos vizsgálatokat. Ebben az időben ezért a legtöbb, fizikát is művelő kutató egyúttal matematikus, vegyész, orvos vagy csillagász is volt.
Angol nyelven a fizikával foglalkozó személyek elnevezésére a „physicist” kifejezést William Whewell 1840-ben megjelent művében vezette be.
Ahogy a fizika tudományának társadalmi jelentősége nőtt, ezzel együtt nőtt a fizikusok társadalmi megbecsültsége is. Erre jellemző, hogy Alfred Nobel az 1895-ben keletkezett végakaratában az róla elnevezett, eredetileg négy Nobel-díj egyikét a fizikusnak szánta. A századforduló és az utána következő évtized felfedezései bizonyították, hogy a fizika nem volt és nem lesz az „ötödik tizedesjegyek tudománya”, mint azt korábban jósolták. A fizika katonai jelentőségének növekedése a fizikusok társadalmi elismertségét tovább növelte, ugyanakkor – különösen az atom- és hidrogénbomba kifejlesztésével kapcsolatban – egyre inkább felelőssé is tette a társadalom őket az eredményeik felhasználása tekintetében. Számos irodalmi és filmalkotás szól a kérdésről különféle művészi mélységekben, az egyik kiemelkedő alkotás Friedrich Dürrenmatt Fizikusok című drámája.

## Jellemző munkakörök
- Alkalmazott fizikus
- Atomfizikus
- Biofizikus
- Elméleti fizikus
- Kísérleti fizikus
- Lézerfizikus
- Magfizikus
- Matematikai fizikus
- Molekulafizikus
- Plazmafizikus
- Üzemfizikus
- Fizikusmérnök
- Űrkutató

Néhány kapcsolódó, de máshová sorolt foglalkozás
- Csillagász
- Geológus, geofizikus

Minimális képzettségi (képesítési) feltétel
- képzettségi szint (egyetem, főiskola)

FEOR besorolás
- Fizikus
- Természettudományi foglalkozások
- Műszaki és természettudományi foglalkozások